# Ассоциация польских банков
Ассоциация польских банков (пол. Związek Banków Polskich, ZBP) — профессиональная некоммерческая организация, объединяющая банки Республики Польша. Ассоциация была создана в январе 1991 года. Членство в Ассоциации является добровольным. Любой банк, действующий на территории Польши, может вступить в союз. Ассоциация является членом Европейской банковской федерации.

## Задачи
Основными задачами Ассоциации являются:
- защита профессиональных интересов членов Ассоциации;
- совершенствование законодательства в банковской сфере и участие в законотворческой деятельности Сейма и Сената;
- предоставление консультационных и экспертных услуг;
- представительство в консультативных и совещательных органах банков;
- сотрудничество с Национальным банком Польши, Правительством и соответствующими министерствами по вопросам функционирования польской банковской системы;
- развитие банковской инфраструктуры и информационного обеспечения;
- создание стандартов банковских услуг и др.